# Urho Östman
Urho Emil Lincoln Östman, född 12 februari 1896 i Brooklyn, död 6 december 1985 i Belleville, New Jersey, var en amerikafinländsk saxofonist och orkesterledare.
Östman hade tillsammans med pianisten William E. Stein orkestern Östman-Stein Orkesteri, med vilken han gjorde skivinspelningar 1928–1929. Östman medverkade även under inspelningar med Antti Kosolas orkester. Östman var även författare och utgav två böcker om finsk emigration till USA; Pioneer Finns and Swedes of Delaware Valley before William Penn och Early Finnish settlers of Delaware Valley in South Jersey 325 years ago.